# Alessandro Fantozzi
Alessandro Fantozzi (Livorno, 17 marzo 1961) è un allenatore di pallacanestro ed ex cestista italiano.

## Caratteristiche tecniche
Alto 189 centimetri, giocava nel ruolo di playmaker. Non eccelleva nelle caratteristiche fisiche, ma disponeva di ottime doti realizzative e di playmaking, oltre che di carisma.

## Carriera

### Giocatore

#### Club

Fantozzi in entrata per la Virtus Roma nel 1991

Dopo un prestito biennale al Don Bosco Livorno, nel 1977 Fantozzi viene chiamato da Gianfranco "Cacco" Benvenuti a debuttare a soli 16 anni nella prima squadra della Libertas Livorno, che all'epoca militava in Serie B. Grazie anche al suo contributo, pochi anni più tardi la squadra riesce a centrare due promozioni consecutive nel giro di due anni, vincendo la Serie B 1980-1981 e la Serie A2 1981-1982. La Libertas retrocede in A2 al termine della stagione 1984-1985, ma risale nella massima serie già l'anno successivo. Fantozzi è uno dei protagonisti del basket livornese di quegli anni, che vedeva addirittura la presenza di due squadre in A1 (l'altra era la Pallacanestro Livorno, con cui vi era un'accesa rivalità cittadina).
Nel campionato 1988-1989, in cui Fantozzi mette a referto in media 18 punti e 3 assist a partita, i gialloblu accarezzano il primo titolo della propria storia: al termine della decisiva gara 5 delle finali contro la Philips Milano, Andrea Forti segna sulla sirena il canestro che darebbe lo scudetto ai toscani, il pubblico invade il campo per festeggiare e Rai 2 in diretta mostra una grafica che raffigura la Enichem (sponsor di allora) campione d'Italia, ma dopo alcuni minuti di consultazioni gli arbitri arrivano alla decisione che il canestro era stato realizzato oltre il tempo massimo, decretando la vittoria milanese. In quella storica partita Fantozzi, capitano, aveva segnato 18 punti.
Nell'estate 1991, quando i due club livornesi effettuano una fusione tra loro andando a creare una nuova società non troppo amata dai tifosi delle due fazioni, Fantozzi viene acquistato dalla Virtus Roma con un trasferimento del valore di alcuni miliardi di lire, tra denaro e contropartite tecniche. Con i capitolini gioca per due stagioni. Il 16 novembre 1991 vince la gara del tiro da tre punti dell'All Star Game italiano battendo Oscar Schmidt in finale. Nel marzo seguente vince l'unico trofeo di squadra alzato nella sua carriera di giocatore: la Coppa Korać 1991-1992.
Fantozzi inizia poi la stagione 1993-1994 con la Pallacanestro Reggiana, ma a campionato in corso viene messo fuori rosa dal tecnico Virginio Bernardi con una decisione destinata a fare scalpore. Disputa la Serie A1 anche l'anno seguente, trascorso con la Viola Reggio Calabria.
In vista della stagione 1995-1996 decide di tornare nella sua città natale nonostante il Don Bosco Livorno militasse in Serie B d'Eccellenza. La squadra chiude il torneo conquistando la promozione in Serie A2, categoria che Fantozzi disputa l'anno seguente sempre con la canotta del Don Bosco. Nel 1997-1998 è di scena a Montecatini, sempre in A2, ma la sua annata è condizionata da un infortunio al polso.
Durante l'estate 1998 Fantozzi sceglie di accettare la proposta dell'Orlandina Basket nonostante il club siciliano fosse solo una neopromossa del campionato di Serie B2, ovvero la quarta serie nazionale. Alla sua seconda stagione a Capo d'Orlando trascina i biancazzurri alla loro prima promozione in Serie B d'Eccellenza, mentre l'anno seguente, all'età di 40 anni, contribuisce ad un ulteriore salto di categoria con la conquista della prima storica partecipazione degli orlandini alla Legadue. Nel frattempo, a partire dal 24 febbraio 2001, la squadra gioca in una nuova struttura che porta proprio il nome del playmaker livornese: Fantozzi si ritrova protagonista di un caso più unico che raro, in cui un giocatore in attività scende in campo in un impianto sportivo a lui intitolato, il PalaFantozzi per l'appunto. Capo d'Orlando chiude la Legadue 2001-2002 con una salvezza tranquilla, grazie anche ai 14,4 punti a partita dell'ormai quarantunenne Fantozzi. L'anno successivo il suo apporto ad ormai 42 anni è di 13,6 punti a gara, ma la stagione si conclude con la retrocessione. Nonostante la discesa in Serie B d'Eccellenza, continua a giocare per un'altra stagione. La sua permanenza presso il club biancazzurro termina nell'agosto 2004, quando la società rende noto che Fantozzi non avrebbe fatto parte della rosa impegnata nell'imminente campionato di Legadue.
Ritiratosi dopo la lunga parentesi orlandina, torna temporaneamente a giocare circa un anno e mezzo più tardi, nel dicembre 2005, quando partecipa alla Serie C2 con il doppio ruolo di giocatore e allenatore della Libertas Liburnia Basket Livorno. La squadra gialloblu è una sorta di "costola" della vecchia Libertas, visto che era stata creata nel 1979 al fine di curare il settore giovanile della casa madre.

#### Nazionale
Tra il 1984 e il 1991 veste più volte la maglia della Nazionale, con cui trova talvolta fortune alterne pur vincendo la medaglia d'argento al Campionato Europeo di Roma del 1991.

### Allenatore
Dopo la parentesi da allenatore-giocatore della Libertas Liburnia, viene scelto dal Basket Cecina come capo allenatore per affrontare il campionato di Serie B2 2007-2008. Il 27 novembre 2009 è diventato capo-allenatore della Cestistica Gioiese, in Serie C Dilettanti.
Nel luglio 2010 viene nominato allenatore del Team Basket Viola Reggio Calabria: la sua prima stagione da coach reggino termina con una sconfitta nella finale play-off proprio contro l'Orlandina Basket nell'impianto a lui dedicato, mentre nel corso della seconda stagione viene esonerato a gennaio.
Nel 2013-2014 guida la Fortitudo Martina Franca in Divisione Nazionale B. Nel luglio 2014 viene nominato nuovo allenatore della Pallacanestro Monsummano in Serie B, fino all'esonero avvenuto nel dicembre dello stesso anno. Il 5 novembre 2015 succede a Valerio Corvino come allenatore dell'Ambrosia Bisceglie, squadra pugliese di Serie B2.
A tre giornate dal termine del campionato di Serie B 2017-2018 subentra a coach Daniele Aniello sulla panchina della Janus Fabriano, con cui riesce ad ottenere la salvezza ai play-out. Confermato anche per l'annata seguente, guida la squadra ad un terzo posto in regular season e si qualifica per i play-off promozione, cosa che non accadeva nell'ambiente cestistico fabrianese da 15 anni per varie vicissitudini. La stagione termina con la sconfitta ai quarti di finale play-off contro Napoli. Pochi mesi più tardi assume la guida tecnica della Virtus Cassino in Serie B, subentrando a campionato in corso al dimissionario Luca Vettese. Mantiene l'incarico fino al termine dell'annata 2019-2020, dichiarata conclusa in anticipo per via della pandemia di COVID-19.
Il 17 luglio 2021 Fantozzi viene nominato nuovo allenatore della Libertas Livorno 1947, società di Serie B nata pochi anni prima sulle ceneri della vecchia Libertas. Viene sollevato dall'incarico il 4 febbraio 2022, all'indomani del derby perso contro la Pielle Livorno.

## Palmarès

### Giocatore

#### Club
- Coppa Korać: 1

Virtus Roma: 1991-92

#### Nazionale
- Argento

FIBA EuroBasket Italia 1991